# إلوي إيمانراغوها
إلوي إيمانراغوها (بالإنجليزية: Eloi Imaniraguha)‏ (مواليد 1995) هو سبّاح رواندي، مثّل بلاده في الألعاب الأولمبية الصيفية 2016.

## روابط خارجية
إلوي إيمانراغوها على موقع الاتحاد الدولي للسباحة (الإنجليزية)
- إلوي إيمانراغوها على موقع SwimRankings.net (الإنجليزية)
- إلوي إيمانراغوها على موقع اتحاد الترياتلون الدولي (الإنجليزية)
- إلوي إيمانراغوها على موقع اللجنة الأولمبية الدولية (الإنجليزية)
- إلوي إيمانراغوها على موقع أوليمبيديا (الإنجليزية)